# Periyanegamam
Periyanegamam är en ort i Indien.   Den ligger i distriktet Coimbatore och delstaten Tamil Nadu, i den södra delen av landet, 2 000 km söder om huvudstaden New Delhi. Periyanegamam ligger 359 meter över havet och antalet invånare är 7 913.
Terrängen runt Periyanegamam är platt, och sluttar västerut. Runt Periyanegamam är det tätbefolkat, med 427 invånare per kvadratkilometer. Närmaste större samhälle är Pollachi, 13,9 km sydväst om Periyanegamam. Trakten runt Periyanegamam består till största delen av jordbruksmark.